# (24305) Darrellparnell
(24305) Darrellparnell est un astéroïde de la ceinture principale.

## Description
(24305) Darrellparnell est un astéroïde de la ceinture principale. Il fut découvert le 26 décembre 1999 à Eskridge par Gary Hug et Graham E. Bell. Il présente une orbite caractérisée par un demi-grand axe de 2,97 UA, une excentricité de 0,08 et une inclinaison de 10,3° par rapport à l'écliptique.

## Compléments